# 1862 en science
| Années de la science : 1859 - 1860 - 1861 - 1862 - 1863 - 1864 - 1865    |
| Décennies de la science : 1830 - 1840 - 1850 - 1860 - 1870 - 1880 - 1890 |

Cet article présente les faits marquants de l'année 1862 en science.

## Événements
- 16 janvier : le brevet du moteur à quatre temps est déposé par l'ingénieur français Alphonse Beau de Rochas[1].
- 31 janvier : l'astronome américain Alvan Graham Clark, lors de l'essai de la lunette astronomique la plus puissante de l'époque, observe pour la première fois une naine blanche, Sirius B, compagnon invisible de Sirius[2].
- 11 mars : Joseph Nason et Robert Briggs obtiennent un brevet aux États-Unis pour un radiateur à vapeur à tubes[3].
- 7 avril : le géologue français Alexandre-Émile Béguyer de Chancourtois présente à l'Académie des sciences sa vis tellurique, une version tridimensionnelle du tableau périodique des éléments[4].

- 16 et 19 juillet : découverte indépendamment par les astronomes américains Lewis Swift et Horace Tuttle de la comète 109P/Swift-Tuttle[5].
- 4 novembre : l'inventeur américain Richard Jordan Gatling obtient un brevet pour une mitrailleuse efficace[6].
- 20 novembre : l'article du paléontologue britannique Richard Owen sur l'Archaeopteryx  est lu devant la Royal Society de Londres[7].
- 24 novembre : le physicien français Léon Foucault présente dans une note à l'Académie des sciences la description de sa mesure précise de la vitesse de la lumière[8].

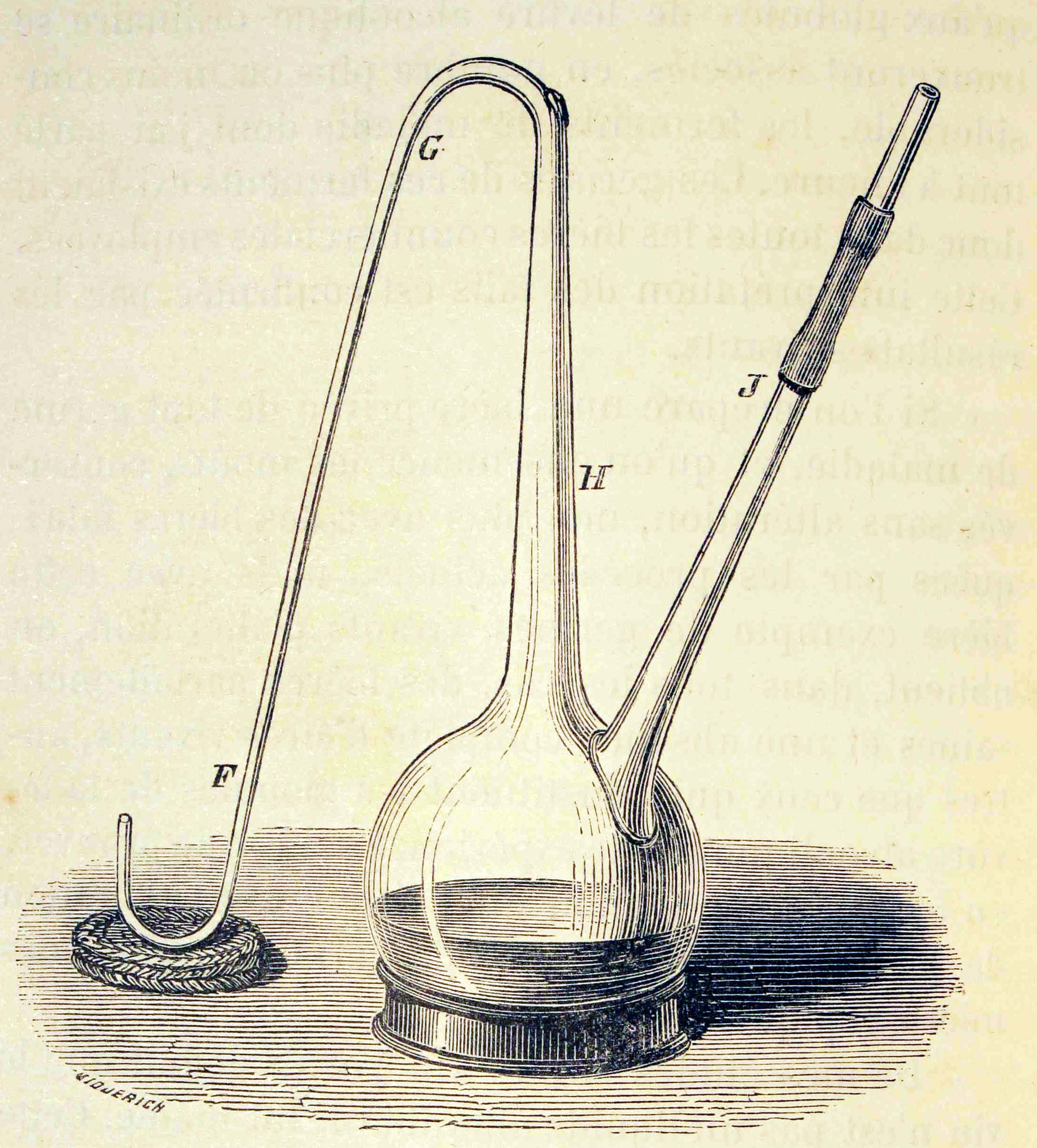
Ballon à col sinueux employé par M. Pasteur dans ses expériences contre la génération spontanée.

- 1er décembre : le savant français Louis Pasteur reçoit le prix Alhumbert de l'Académie des sciences pour son Mémoire sur les corpuscules organisés qui existent dans l'atmosphère ; examen de la doctrine des générations spontanées, qui discrédite la théorie de la génération spontanée. Son compétiteur Félix Archimède Pouchet a décidé de retirer sa candidature le 24 novembre. La controverse Pasteur-Pouchet dure jusqu'en 1865[9].

- Alexander Parkes présente la Parkesine, l'un des plus anciens polymères synthétiques, lors de l'Exposition universelle de 1862 à Londres. Cette découverte est à la base de l'industrie plastique moderne[10].
- Claude-Auguste Lamy isole l'élément chimique thallium[11].
- Brown & Sharpe mettent au point une fraiseuse universelle[12].

## Publications
- Friedrich Wilhelm Argelander : Bonner Durchmusterung. L’astronome allemand termine la publication de son catalogue des étoiles visibles depuis l’hémisphère Nord (324 188 étoiles, 1859-1862).
- Dr. J.-Ch. Chenu, Encyclopédie d'Histoire Naturelle, vol. 5, Paris, E. Girard et A. Boitte
- Charles Darwin : On the Various Contrivances by which British and Foreign Orchids are Fertilised by Insects, and on the Good Effects of Intercrossing, Londres, John Murray, 1862, consultable en ligne
- John Gwyn Jeffreys : British Conchology, or an account of the Mollusca which now inhabit the British Isles and the surrounding seas.
- Wilhelm Wundt : Beiträge zur Theorie der Sinneswahrnehmung (« Contributions à la théorie de la perception sensorielle »), où il propose en introduction la constitution officielle d'une nouvelle science, la psychologie expérimentale[13].

## Prix
- Médailles de la Royal Society
  - Médaille Copley : Thomas Graham
  - Médaille royale : Alexander William Williamson, John Thomas Romney Robinson
  - Médaille Rumford : Gustav Robert Kirchhoff

- Médailles de la Geological Society of London
  - Médaille Wollaston : Robert Alfred Cloyne Godwin-Austen

## Naissances

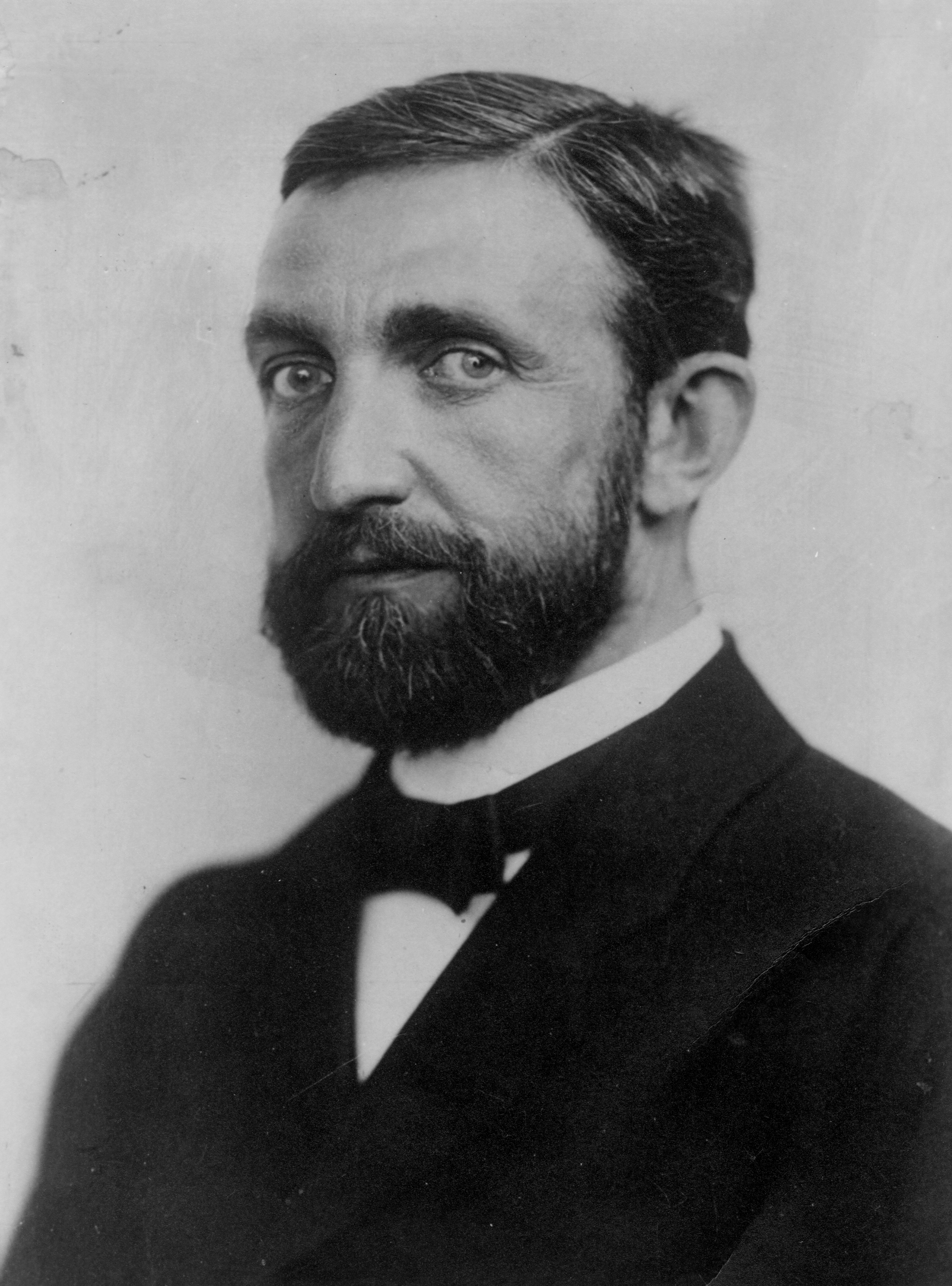
Philipp von Lenard

- 8 janvier : Joseph Déchelette, archéologue français.
- 15 janvier : Olivier de Rougé (mort en 1932), homme politique français.
- 12 février : Eugène Lefèvre-Pontalis (mort en 1923), historien et archéologue français.
- 16 février : Hans Ferdinand Emil Julius Stichel (mort en 1936), biologiste allemand.
- 27 février : Maurice Meslans (mort en 1938), pharmacien et chimiste français.

- 4 mars : Robert Emden (mort en 1940), météorologue et astrophysicien suisse.

- 1er avril : Carl Charlier (mort en 1934), astronome suédois.
- 11 avril : William Wallace Campbell (mort en 1938), astronome américain.
- 27 mai : Francis Llewellyn Griffith (mort en 1934), égyptologue anglais.

- 5 juin : Allvar Gullstrand (mort en 1930), médecin suédois, prix Nobel de physiologie ou médecine en 1911.
- 7 juin : Philipp von Lenard (mort en 1947), physicien allemand, prix Nobel de physique en 1905.
- 11 juin : Fernand Courty (mort en 1921), astronome français.

- 2 juillet : Sir William Henry Bragg (mort en 1942), physicien et un chimiste britannique, prix Nobel de physique en 1915.
- 28 août : Roberto Marcolongo (mort en 1943), mathématicien et physicien italien.

- 1er octobre : Marie-Henri Andoyer  (mort en 1929), astronome et mathématicien français.
- 19 octobre : Auguste Lumière (mort en 1954), ingénieur et réalisateur français.

- 20 novembre : Edward Westermarck (mort en 1939), anthropologue finlandais.
- 22 novembre : Camille Enlart (mort en 1927), archéologue et historien de l'art français.
- 26 novembre : Aurel Stein (mort en 1943), archéologue et explorateur britannique.

- 5 décembre : Clinton Hart Merriam (mort en 1942), zoologiste américain.

## Décès

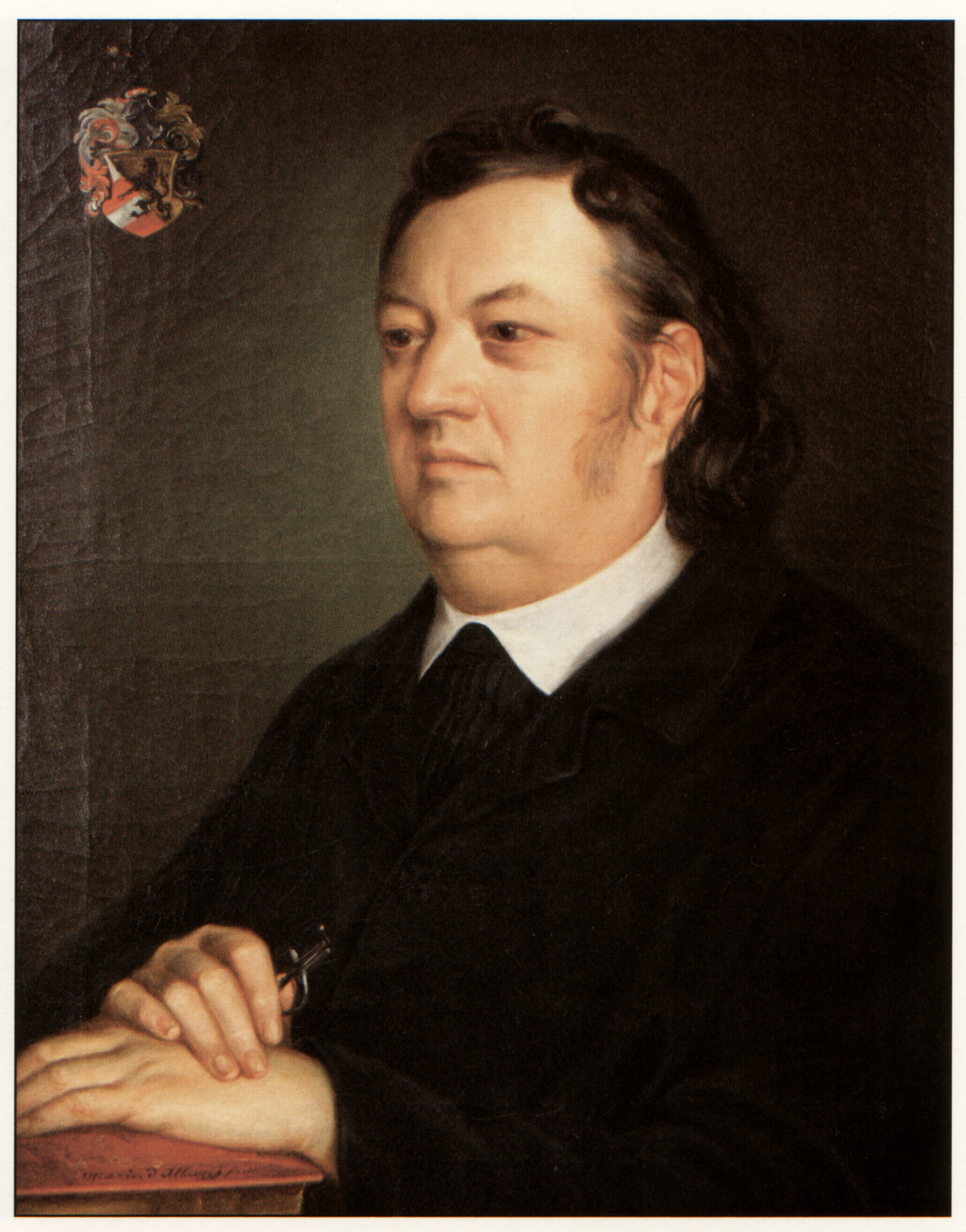
Justinus Kerner

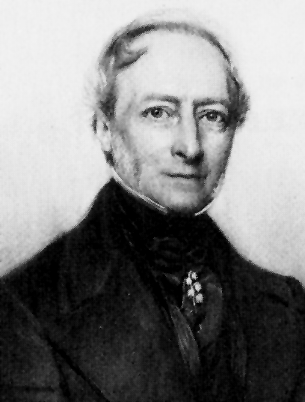
Frederick William Hope

- 1er janvier : Mikhaïl Ostrogradski (né en 1801), physicien et mathématicien russe.

- 3 février : Jean-Baptiste Biot (né en 1774), physicien, astronome et mathématicien français.
- 21 février : Justinus Kerner (né en 1786), médecin et poète allemand.
- 22 février : James Burton (né en 1788), égyptologue britannique.

- 1er mars : Peter Barlow (né en 1776), mathématicien et physicien britannique.
- 3 avril : James Clark Ross (né en 1800), officier de la Royal Navy, explorateur polaire et naturaliste britannique.
- 15 avril : Frederick William Hope (né en 1797), zoologiste britannique.
- 27 mai : Louis Tanquerel des Planches (né en 1810), médecin et agronome français.

- 6 juin : Alexandre Du Mège (né en 1780), érudit, archéologue et historien français.
- 29 juin : James Bowman Lindsay (né en 1799), inventeur écossais.
- 30 juin : Henri Hureau de Senarmont (né en 1808), physicien et minéralogiste français.

- 5 juillet : Heinrich Georg Bronn (né en 1800), géologue allemand.
- 22 juillet : Pierre Marcel Toussaint de Serres (né en 1783), géologue et naturaliste français.

- 30 août : Charles-Bernard Desormes (né en 1777), physicien et chimiste français.

- 6 septembre : Gustaf Erik Pasch (né en 1788), professeur suédois.
- 22 septembre : Edme François Jomard (né en 1777), ingénieur, géographe et archéologue français.

- 6 octobre : John Curtis (né en 1791), entomologiste et artiste britannique.

- 20 décembre : Robert Knox (né en  1791), médecin, naturaliste et voyageur britannique.
- 21 décembre : Karl Ludwig Christian Rümker (né en 1788), astronome allemand.